# Corambis pantherae
Corambis pantherae (лат.) — вид пауков-скакунов из подсемейства Salticinae. Океания: Новая Каледония.

## Описание
Мелкие пауки-скакуны оранжево-коричневого цвета, длина около 1 см. Отличается от близких видов (Corambis insignipes) строением гениталий, сравнительно более широкой головогрудью и особенностями окраски брюшка: на светлом фоне коричневые пятна различной формы («пантеровидные», отсюда видовое название таксона). Головогрудь коричневая с многочисленными серыми волосками. Вокруг глаз чёрные отметины. Клипеус темнокоричневый со светло-серыми волосками. Хелицеры, максилы и лабиум коричневые. Стернум оранжево-коричневый с тёмными краями. Передние ноги светлокоричневые с шипами на голенях и метатарзусе лапок. Другие ноги и брюшко оранжевого цвета с тёмными пятнами.
Вид был впервые описан в 2019 году польскими арахнологами Барбарой Патолетой и Мареком Забкой (Siedlce University of Natural Sciences and Humanities, Седльце, Польша) вместе с видами Corambis jacknicholsoni и Corambis logunovi. Включён в состав трибы Viciriini из номинативного подсемейства Salticinae.